# Klíčany
Klíčany (en allemand : Klitschan) est une commune du district de Prague-Est, dans la région de Bohême-Centrale, en République tchèque. Sa population s'élevait à 449 habitants en 2020.

## Géographie
Klíčany se trouve à 9 km au sud-sud-est d'Odolena Voda, à 9 km au sud-ouest de Neratovice et à 15 km au nord du centre de Prague.
La commune est limitée par Odolena Voda et Panenské Břežany au nord, par Bašť à l'est, par Klecany au sud, et par Vodochody à l'ouest.

## Histoire
La première mention écrite de la localité date de 1380.